# 예수는 없다
《예수는 없다》(원제:No Such Jesus: Reading Christianity Inside Out, 그런 예수는 없다:그리스도교의 안과 밖을 읽기)는 종교학자 오강남 교수(리자이나 대학교(University of Regina))가 쓴 기독교 서적이다. 저자는 한국교회의 기독교 근본주의 신학을 믿음, 다른 종교에 대한 이해, 성서, 하나님, 그리스도론, 선교, 하나님 나라 등의 다양한 신학적 주제로 비판한다. 2001년 현암사에서 출판하였다.
이 책은 한국 사회에 큰 반향을 불러 일으켰으며, 기독교계 내에서는 긍정적인 반응과 부정적인 반응이 나왔다. 이 책에 대한 비판서로는 이국진 (목사) (전주예수비전교회(Jesus Vision Church))가 쓴 《예수는 있다》(예수가 없다고 말하는 이들에게 던지는 통쾌한 반박)이 있다. 오강남 교수의 《예수는 없다》는 종교다원론적 입장이다. 즉 모든 종교가 이름이 다르고 모양이 다르지만 결국 같은 신앙을 추구하고 있는 것이라는 입장이다. 설악산을 등산하는 길이 다양하지만 결국 이 길로 가든 저 길로 가든 정상에서 만나게 되듯이, 어떤 종교를 가지고 있더라도 결국 같은 신을 향해 나아가는 것이라는 입장이다. 이에 대하여 이국진 (목사)의 《예수는 있다》에서는 어느 등산로를 선택하든 결국 같은 산꼭대기에 올라갈 수 있는 것처럼, 이 교회를 다니면서 신앙생활을 해도 저 교회를 다니면서 신앙생활을 해도 되지만, 한라산 정상으로 인도하는 등산로를 선택하면 결국 설악산에는 올라갈 수 없는 것처럼 모든 종교가 같은 목적지에 도달하는 것은 아니라고 비판했다.